# Arthrocnodax reaumuriae
Arthrocnodax reaumuriae är en tvåvingeart som beskrevs av Fedotova 1983. Arthrocnodax reaumuriae ingår i släktet Arthrocnodax och familjen gallmyggor.
Artens utbredningsområde är Kazakstan. Inga underarter finns listade i Catalogue of Life.